# Rio Ivaí
Pour les articles homonymes, voir Rio Ivaí (homonymie).
Le rio Ivaí est une rivière brésilienne de l'État du Paraná. C'est un important affluent du fleuve Paraná en rive gauche.
Le rio Ivaí naît dans la municipalité de Prudentópolis de la confluence du rio dos Patos et du rio São João. Après avoir parcouru de nombreuses municipalités en direction du nord-ouest, il se jette dans le rio Paraná, près de la ville de Porto Camargo.
L'Ivaí est un des principaux cours d'eau de l'État, et se caractérise par la couleur marron ou rougeâtre de ses eaux durant une bonne partie de l'année.